# یواس‌اس بروتوس (ای‌سی-۱۵)
یواس‌اس بروتوس (ای‌سی-۱۵) (به انگلیسی: USS Brutus (AC-15)) یک کشتی بود که طول آن ۳۳۲ فوت ۶ اینچ (۱۰۱٫۳۵ متر) بود. این کشتی در سال ۱۸۹۴ ساخته شد.